# Pátek třináctého (filmová série)
Pátek třináctého (v anglickém originále Friday the 13th) je série dvanácti amerických hororových filmů, natočených mezi lety 1980 a 2009. Jejich hlavní postavou je masový vrah Jason Voorhees.

## Seznam filmů
- Pátek třináctého (1980), režie Sean S. Cunningham
- Pátek třináctého 2 (1981), režie Steve Miner
- Pátek třináctého 3 (1982), režie Steve Miner
- Pátek třináctého 4 (1984), režie Joseph Zito
- Pátek třináctého 5 (1985), režie Danny Steinmann
- Pátek třináctého 6 (1986), režie Tom McLoughlin
- Pátek třináctého 7 (1988), režie John Carl Buechler
- Pátek třináctého 8 (1989), režie Rob Hedden
- Jason Goes to Hell: The Final Friday (1993), režie Adam Marcus
- Jason X (2001), režie James Isaac
- Freddy vs. Jason (2003), režie Ronny Yu
- Pátek třináctého (2009), režie Marcus Nispel